# Brunon Openkowski
Brunon Openkowski (ur. 11 września 1887 w Nerwiku, Warmia; zm. 22 stycznia 1952 w Szczecinie) – radca prawny, publicysta, syndyk oraz działacz w Związku Polaków w Niemczech.

## Życiorys
Ojcem Brunona był nauczyciel Wojciech von Openkowski, a matką Franciszka Sadryn.

## Wybór publikacji
- Die Aufgaben des ländlichen Genossenschaftswesens in Preussen. (dysertacja, 139 stron), Ostpreußische Druckerei, Königsberg 1916[1].